# سیترال
سیترال ترکیبی از گرانیال و نرال می باشد. گرانیال نوعی رایحه است و همچنین در گوجه فرنگی به میزان کمی به عنوان ماده اسخراجی بعد از هضم غذا یافت میشود. سیترال جزو اصلی Lemongrasöl میباشد و Alarmpheromon و Blattschneiderameise است. (به انگلیسی: Citral) با فرمول شیمیایی C۱۰H۱۶O یک ترکیب شیمیایی با شناسه پاب‌کم ۶۳۸۰۱۱ است. که جرم مولی آن 152.24 g/mol می‌باشد. شکل ظاهری این ترکیب، مایع زرد کمرنگ است.
استخراج و تولید
سیترال به غیر از روغن Litsea Cubeba می تواند از طریق سنتز های مختلف شیمیایی دیگری استخراج شود. از طریق واکنش Isobutylen با Formaldehyd به Isoprenol و واکنش آن به Isoprenal با کمک یک کاتالیزور نقره و بعد واکنش بعدی با Prenol به سیترال.
خصوصیات
سیترال یا به عبارتی Neral و Geranial در شیمی در دسته acyclischen Monoterpen-Aldehye قرار میگیرند. سیترال به رنگ زرد کم رنگ است و مایع میباشد که دارای رایحه ی تند لیموی تازه است.